# نورد تجمعی

## تعریف
امروزه مواد نانوساختار و فوق ریزدانه به دلیل ویژگی‌های منحصر به فردشان توجه بسیار زیادی را به خود جلب کرده‌اند. مواد نانوساختار دارای کسر حجمی بالایی از مرزدانه‌ها می‌باشند که همین امر منجر به تغییر چشم‌گیر خواص فیزیکی، مکانیکی و شیمیایی آن‌ها نسبت به مواد پلی‌کریستال دانه‌درشت می‌شود. مواد نانوساختار در مقایسه با مواد پلی‌کریستال معمولی دارای استحکام، شکلپذیری و سختی بالا، چقرمگی زیاد، نفوذپذیری بالا، گرمای ویژهٔ زیاد، ضریب انبساط حرارتی بالا و خواص مغناطیسی نرم عالی می‌باشند. تاکنون روش‌های مختلفی برای تولید این مواد ابداع شده‌است. یکی از مهم‌ترین روش‌ها به منظور ساخت مواد نانوساختار، تغییرشکل پلاستیک شدید می‌باشد. تغییر شکل پلاستیک شدید به فرایندهایی گفته می‌شود که با اعمال کرنش پلاستیک شدید به ماده، منجر به تولید مواد نانوساختار و/یا فوق‌ریزدانه می‌گردند. ویژگی برجستهٔ فرایندهای تغییرشکل پلاستیک شدید، ثابت ماندن ابعاد نمونه حین فرایند است که در نتیجهٔ آن اعمال کرنش‌های بسیار زیاد بر ماده امکان‌پذیر می‌شود. تاکنون فرایندهای تغییرشکل پلاستیک شدید محدودی شناخته و معرفی شده‌است. این فرایندها قابل استفاده برای فلزات و آلیاژهای مختلف است. در سال ۱۹۹۸ میلادی یک فرایند تغییرشکل پلاستیکی شدید با استفاده از نورد به نام نورد تجمعی ابداع شد. نورد تجمعی Accumulative Roll Bonding یا اتصال نوردی انباشتی به عنوان یک روش تغییر شکل پلاستیک شدید و دست یابی به ساختاری با اندازه دانه نانومتری توسط Saito و همکارانش معرفی شد. مراحل مختلف این فرایند در شکل زیر نمایش داده شده‌است.

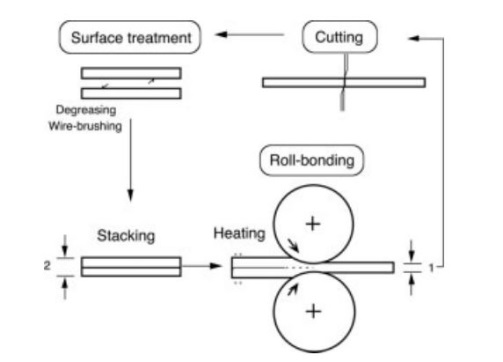
شماتیک فرایند نورد تجمعی

اولین مرحلهٔ فرایند ARB مرحلهٔ آماده‌سازی سطح ورق‌های اولیه می‌باشد که معمولاً شامل رفع لایه‌های اکسیدی سطح با برس زنی و ایجاد یک لایهٔ کار سخت شده در سطح ورق است. برای دست یابی به یک اتصال نوردی کامل بین دو ورق تمیز کردن و چربی زدایی کامل سطوح دو ورق قبل از فرایند نورد ضروری است. پس از آماده‌سازی، دو ورق طوری روی هم قرار می‌گیرند که سطوح آماده شده آن‌ها در تماس با هم باشند و برای جلوگیری از لغزش دو ورق روی هم، از اتصال به وسیلهٔ جوش نقطه‌ای یا پرچ استفاده می‌شود. مهم‌ترین مرحله در فرایند ARB نورد هم‌زمان دو ورق است. استفاده از نورد در فرایند ARB نه تنها به عنوان یک روش تغییر شکل، بلکه به عنوان عاملی برای ایجاد اتصال بین دو ورق و تولید یک ورق کاملاً یکپارچه است. گاهی نیز برای بهتر شدن اتصال، فرایند نورد در دمای بالا اما زیر دمای تبلور مجدد، انجام می‌شود. معمولاً میزان کاهش ضخامت اعمال شده در هر مرحله ۵۰٪ است که در نتیجه آن ورق حاصل ضخامتی برابر ضخامت ورق اولیه خواهد داشت. سپس این ورق از راستای طولی به دو قسمت بریده می‌شود و مراحل کار مجدداً تکرار می‌شوند. در برخی موارد ورق‌های روی هم قرارگرفته، در دمای بالا و زیر دمای تبلورمجدد گرم شده و سپس به سرعت نورد می‌شود تا پیوند مناسب حاصل شده و نیروی نورد کاهش یابد. این روند بدون محدودیت می‌تواند تکرار شود و بدین ترتیب کرنش پلاستیکی بسیار بزرگی به ماده اعمال می‌گردد. تولید ورق‌های سالم و مستقیم و بدون ترک در فرایند ARB بسیار اهمیت دارد. به دلیل میزان بالای کاهش ضخامت در نتیجهٔ تکرار فرایند، گاهی ترک‌های لبه‌ای در طول نورد ایجاد می‌شود. اگر این ترک‌ها تا مرکز ورق گسترش یابد، ادامهٔ سیکل بعدی ARB غیرممکن می‌گردد. در لبه‌های کناری ماده گسترش جانبی اتفاق می‌افتد و این امر، ازدیاد طول در جهت نورد را کاهش می‌دهد که منجر به شرایط تنش کششی می‌شود. بدین ترتیب ترک لبه‌ای در اثر تنش کششی در لبه‌های کناری ورق به وجود می‌آید. هنگامی که نسبت پهنای ورق به ضخامت کم‌تر از ۱۰ باشد امکان ایجاد ترک بیش‌تر می‌شود؛ بنابراین افزایش پهنای ورق برای یک ضخامت یکسان برای جلوگیری از ترک لبه‌ای مؤثر است ولی نیروی نورد افزایش می‌یابد. از نقطه نظر فرایند نورد، نورد پیوندی روان‌کاری شده با نیروی نورد کم‌تر مسلماً مناسب‌تر است. هر چند که نورد پیوندی با نیروی نورد بزرگ‌تر برای رسیدن به پیوند محکم‌تر، مناسب‌تر می‌باشد. علاوه بر این مشخص شده‌است که کرنش برشی اضافی ایجاد شده در نواحی زیر سطح ورق در اثر اصطکاک بالا بین غلتک‌ها و مواد، تشکیل ریزساختار با دانه‌های بسیار ریز را به‌طور قابل توجهی سریع می‌کند؛ بنابراین فرایند ARB، اغلب در شرایط خشک، بدون روان‌کاری و تا جایی که ظرفیت دستگاه نورد اجازه می‌دهد انجام می‌شود. بدین ترتیب یک دستگاه نورد با ظرفیت کافی برای انجام فرایند ARB لازم است.

## تحولات ساختاری در نورد تجمعی
با توجه به نقش مرزدانه‌ها در تعیین خصوصیات فیزیکی و مکانیکی، مطالعه ساختاری مرزدانه‌ها در مواد تولید شده به روش نورد تجمعی از اهمیت زیادی برخوردار است. برای مطالعه ساختاری مرزدانه‌ها لازم است که از تجهیزات خاصی مانند میکروسکوپ الکترونی با قدرت تفکیک زیاد استفاده شود. مزیت مهم این روش امکان بررسی ساختار ماده در مقیاس بسیار ریز و البته در یک ناحیه خاص است. آنالیز ساختار به وسیله پرتو ایکس روش دیگری است که به کمک آن می‌توان اطلاعات ساختاری مهمی را در رابطه با عیوب کریستالی ایجاد شده در فرایندهای تغییرشکل شدید به دست آورد. این کار با مطالعه الگوی پرتو ایکس در مواد دانه‌ریز و مقایسه آن با الگوهای پرتو ایکس در مواد دانه‌درشت امکان‌پذیر می‌باشد. برخی از روش‌ها مانند میکروسکوپ الکترونی با قدرت تفکیک زیاد اطلاعات ساختاری را به صورت موضعی و برخی دیگر مانند آنالیز پرتو ایکس، اطلاعات ساختاری را به صورت کلی در اختیار قرار می‌دهد. از آنجا که این روش‌ها در ارایه اطلاعات مکمل یکدیگر هستند، برای بررسی ساختار ماده بهتر است که از هر دو روش استفاده شود. آنالیز کیفی و کمی انجام شده به وسیله این روش‌ها و روش‌های مشابه آنها نشان می‌دهد که در موادی که تحت تغییرشکل شدید قرار گرفته‌اند در مجاورت مرزدانه‌ها، تنش‌های الاستیک شدید تشکیل می‌شود. ایجاد تنش‌های الاستیک در مجاورت مرزدانه را می‌توان به ساختار غیرتعادلی مرزدانه‌ها ربط داد. در واقع وجود عیوب کریستالی، خصوصاً چگالی بالای نابجایی‌ها، عامل اصلی ایجاد تنش‌های الاستیک در مجاورت مرزدانه‌ها است. این نابجایی‌ها عامل اصلی ایجاد تنش‌های الاستیک در مجاورت مرزدانه بوده و تنها از طریق مکانیزم صعود قادر به حرکت در مرزدانه می‌باشند. نوع دوم نابجایی‌هایی که بردار برگرز آنها، موازی با صفحه مرزدانه است. حرکت این نابجایی‌ها در مرزدانه از طریق مکانیزم لغزش انجام می‌شود. ریزشدن دانه و تشکیل مرزدانه‌های با زاویه عدم تطابق زیاد در حین نورد تجمعی از طریق تقسیم دانه‌ها به واحدهای کوچک‌تر انجام می‌شود. براساس این مکانیزم که به تقسیم شدن دانه‌ها مشهور است، نابجایی‌های ایجاد شده در تغییر شکل پلاستیک در مرزهایی به نام مرزهای نابجایی تجمع و باعث تقسیم یک دانه به واحدهای کوچک‌تر می‌شوند. مرزهای نابجایی از طریق دو مکانیزم مختلف ایجاد و بر همین اساس به دو دسته تقسیم می‌شوند. دسته اول در اثر حبس و قفل شدن تصادفی نابجایی‌های درحال حرکت ایجاد می‌شود که به همین دلیل به مرزهای نابجایی تصادفی (IDB) مشهور می‌باشند. دسته دوم به دلیل فعال شدن سیستم‌های لغزشی مختلف یا تفاوت درکرنش موضعی در نواحی مختلف یک دانه ایجاد می‌شوند و به آنها مرزهای لازم از نظر هندسی (GNB) می‌گویند. در این بحث، برای سهولت مرزهای نابجایی تصادفی و مرزهای لازم از نظر هندسی را به اختصار مرزهای تصادفی و مرزهای هندسی می‌نامیم که در شکل ۲‑۱۶ به ترتیب با خطوط کم‌رنگ و پررنگ از هم جدا شده‌اند. مرزهای هندسی به شکل ممتد و تقریباً صفحه‌ای و مرزهای تصادفی به شکل سلول و نامنظم تشکیل می‌شوند. نواحی محصور به مرزهای هندسی را بلوک‌های سلولی و نواحی محصور به مرزهای تصادفی را سلول می‌نامند. با افزایش کرنش، بلوک‌های سلولی و سلول‌ها، به دلیل تجمع نابجایی درآنها، به تدریج کوچک می‌شوند. به علاوه، تعداد سلول‌های موجود در بلوک‌های سلولی نیز به تدریج کاهش می‌یابد. همزمان با این پدیده، زاویه عدم تطابق مرزهای هندسی و تصادفی افزایش می‌یابد. البته، تغییر زاویه عدم تطابق مرزهای هندسی نسبت به مرزهای تصادفی بیشتر می‌باشد. لازم است ذکر شود که در هر مرحله از تغییرشکل، مرزهای نابجایی با توزیع پراکنده‌ای از زاویه عدم تطابق تشکیل می‌شود. در کرنش‌های متوسط، میانگین زاویه عدم تطابق در حدود ۵ تا ۱۰ درجه ولی در کرنش‌های زیاد درصد قابل توجهی از مرزهای تشکیل شده از نوع مرزهای با زاویه عدم تطابق بالا می‌باشد.

## خواص مکانیکی مواد ARB شده
مقادیر استحکام کششی بعد از سیکل اول بسیار افزایش می‌یابد ولی بعد از سیکل سوم تقریباً ثابت باقی می‌ماند. همراه با افزایش استحکام مقادیر ازدیاد طول کششی بعد از سیکل اول ARB بسیار کاهش یافته ولی بعد از سیکل دوم ARB یک افزایش جزیی در ازدیاد طول مشاهده می‌شود. افزایش استحکام در سیکل‌های اول تا سیکل سوم بیشتر به دلیل کار سختی و کاهش اندازه دانه‌های فرعی است چون ساختار غالب تا سیکل سوم فرایند ARB، ساختارهای سلولی و دانه‌های فرعی با عدم تطابق کوچک است. افزایش استحکام از سیکل سوم به بعد احتمالاً به دلیل تغییر ساختار و اندازه دانه است وکرنش سختی تأثیر بسیار کمتری بر آن دارد، چون تعداد دانه‌های بسیار ریز با مرزدانه‌های زاویه زیاد با افزایش تعداد سیکل افزایش می‌یابد. روند افزایش استحکام در سیکل‌های بالاتر از پنجم آرام‌تر از سیکل‌های اولیه است. با توجه به بررسی‌های ریزساختاری وقوع بازیابی دینامیکی پیوسته را می‌توان دلیل این پدیده بیان کرد. در حقیقت وقوع بازیابی باعث کاهش چگالی نابجایی‌ها حین فرایند ARB می‌شود و بدین ترتیب از افزایش بیشتر استحکام جلوگیری می‌کند. در واقع در کرنش‌های نسبتاً کم افزایش چگالی نابجایی‌ها و دانه‌های فرعی بسیار ریز عامل افزایش استحکام است، در حالی که در کرنش‌های بالا کاهش اندازه دانه‌ها عامل تأثیر گذارتری است.

## تغییرات بافت در فرایند ARB
تحولات بافت در طول ARB بسیار پیچیده‌تر از نورد متداول می‌باشد. در ARB مقدار بسیار زیادی کرنش برشی اضافی به دلیل حضور اصطکاک بسیار زیاد بین غلتکها و ماده در ناحیه سطحی وارد می‌شود. علاوه براین، نیمی از ناحیه تغییرشکل پلاستیکی شدید یافته در نزدیک سطح در سیکل بعدی به مرکز ورق منتقل می‌شود. با تکرار این پروسه در طول ARB توزیع کرنش برشی اضافی در ضخامت ماده بسیار پیچیده می‌شود. پژوهشگران برای فولاد IF گزارش کرده‌اند که در ناحیه مرکزی ورق ARB شده هیچ‌گونه بافت قوی مشاهده نشده‌است. با توجه به اینکه مرکز نمونه در سیکل فعلی، سطح نمونه در سیکل قبلی بوده‌است، بنابرین کرنش برشی بزرگ در طول سیکل بعدی دچار تغییرات زیادی می‌شود. در سیکل اول فرایند ARB مؤلفه‌های اصلی شامل مس، برنج، S و دیلامور هستند و اثری از مؤلفه برشی <UVW> {111} پس از سیکل دوم مشاهده نمی‌گردد. این مؤلفه پس از سیکل دوم به مؤلفه‌های S و دیلامور چرخش پیدامی کند. پس از سه سیکل، شدت مؤلفه‌ها افزایش یافته و با ادامه فرایند در سیکل پنجم شدت مؤلفه‌ها مجدداً کمی افزایش می‌یابد. با افزایش تعداد سیکلهای ARB مؤلفه مس به دیلامور تغییر یافته‌است. در سیکل پنجم مؤلفه‌های اصلی شامل دیلامور، S و برنج می‌باشند.

## کامپوزیتهای تولید شده با روش ARB
کاربرد و خواص منحصر به فرد کامپوزیتهای تقویت شده با ذرات منجر به ارائه روشهای جدید تولید گردیده‌است تا مشکلات و معایب کامپوزیتهای سنتی را به حداقل برسانند. یکی از این روشها، استفاده از فرایندهای تغییر شکل پلاستیک شدید می‌باشد. از آنجا که تولید کامپوزیت در حالت کاملاً جامد انجام می‌گیرد بسیاری از مشکلات روشهای حالت مایع همچون فازهای ناخواسته و فصل مشترک ضعیف را نخواهد داشت. کامپوزیتهای ذرهای تاکنون تنها توسط یکی از فرایندهای تغییر شکل پلاستیک شدید به نام ARB تولید شده‌اند و در دیگر فرایندها هنوز این امکان حاصل نشده‌است. از جمله این کامپوزیت‌ها می‌توان به کامپوزیت Al/Al2O3، Cu/Al2O3، Al/B4C, Al/SiC اشاره کرد. در این روش برای تولید کامپوزیت‌های زمینه فلزی تقویت شده با ذرات دو مرحله وجود دارد که در مرحله اول شامل چند سیکل اول فرایند ARB می‌باشد که ذرات بین ورقها اضافه می‌شوند و در مرحله دوم فرایند ARB بدون اضافه کردن ذرات و با هدف توزیع یکنواخت‌تر ذرات و پیوند قوی‌تر بین تقویت کننده و فاز زمینه صورت می‌گیرد. استفاده از ذرات ریز در کنار توزیع یکنواخت‌تر آن‌ها و همچنین پیوند قوی بین ذرات تقویت کننده و فاز زمینه از جمله مزیت‌های روش ARB در تولید این نوع کامپوزیت‌ها می‌باشد که سبب ایجاد خواص مکانیکی در کامپوزیتها می‌گردد. مکانیزم استحکامدهی در حین فرایند ARB برای این کامپوزیت‌ها علاوه بر کرنش سختی و ریز شدن دانه، نقش تقویت‌کنندگی ذرات می‌باشد. ذرات در واقع مانعی برای حرکت نابجایی‌ها و رشد دانه‌ها می‌باشند.

## مکانیزم‌های استحکام بخشی درکامپوزیتهای تولید شده با روش ARB
با افزایش سیکل‌های فرایند APB استحکام کامپوزیت افزایش می‌یابد. همچنین انعطاف‌پذیری ابتدا کاهش و سپس افزایش می‌یابد. مکانیزم‌های مختلفی در توجیه این رفتار دخیل هستند که در ادامه به آنها اشاره می‌شود:
1. استحکام بخشی نابجایی‌ها: نابجایی‌های تولید شده در یک فلز با یکدیگر واکنش داده و مناطق تنشی را ایجاد می‌کنند. اندرکنش بین مناطق تنشی نابجایی‌ها با ایجاد نیروهای دافعه یا جاذبه بین خود مانع حرکت نابجایی‌ها می‌شوند. در نتیجه استحکام به عنوان تابعی از چگالی نابجایی‌ها در ساختار افزایش می‌یابد. در سیکل‌های ابتدایی فرایند ARB، چگالی بالایی از نابجایی‌ها وارد ساختار می‌گردد. این چگالی بالا از نابجایی‌ها منجر به افزایش استحکام و کاهش انعطاف‌پذیری نمونه‌های آلومینیم و کامپوزیت‌ها می‌گردد.
2. تغییر شکل برشی شدید: اصطکاک شدید بین نمونه و فک‌های پرس منجر به ایجاد چگالی بالای نابجایی‌ها در سطح نمونه می‌شود. طبیعی است که با تکرار فرایند ARB این مناطق تغییر شکل یافته شدید به مرکز نمونه منتقل شده و چگالی نابجایی‌ها در کل نمونه افزایش می‌یابد. با افزایش سیکل‌های فرایند ARB، چگالی نابجایی‌های تولید شده در اثر تغییر شکل برشی شدید افزایش می‌یابد. این مکانیزم منجر به افزایش استحکام و کاهش انعطاف‌پذیری نمونه‌های آلومینیم و کامپوزیت می‌گردد.
3. استحکام بخشی اندازه دانه: این مکانیزم بر اساس انسداد حرکت نابجایی به وسیله مرز دانه‌ها بنا شده‌است؛ بنابراین کاهش اندازه دانه با افزایش مساحت مرز دانه بر واحد حجم و کاهش مسیر آزاد برای لغزش پیوسته نابجایی‌ها همراه است. با افزایش سیکل‌های ARB اندازه دانه کاهش و در نتیجه استحکام و انعطاف‌پذیری افزایش می‌یابد.

|  |

## نتیجه‌گیری
در میان شیوه‌های تغییر شکل پلاستیک شدید رایج در دهه اخیر، فرایند نورد تجمعی یا همان اتصال نوردی انباشتی، مرسوم‌ترین فرایند برای تولید ورقهای فلزی با ساختار فوق ریزدانه می‌باشد که بوسیله آن می‌توان کرنش‌های پلاستیک بسیار بالایی در ورق فلزات برای تشکیل نانوساختارها ایجاد کرد. به‌علاوه تولید ورق از مواد UFG با استفاده از فرایند نورد تجمعی امکان نوید بخشی برای تولید کردن مواد کامپوزیتی با ساختار لایه‌ای یا حتی چندلایه‌ای را فراهم می‌نماید.